# Трубецкой, Сергей Петрович
Князь Серге́й Петро́вич Трубецко́й (29 августа (9 сентября) 1790, Москва — 22 ноября (4 декабря) 1860, Москва) — участник Отечественной войны 1812 года, полковник гвардии, дежурный штаб-офицер 4-го пехотного корпуса (1825), несостоявшийся «диктатор» декабристов. Автор воспоминаний.

## Биография
Происходил из рода князей Трубецких, — правнук генерал-фельдмаршала Никиты Юрьевича Трубецкого. Сын князя Петра Сергеевича Трубецкого (1760—1817, действительный статский советник, нижегородский губернский предводитель дворянства) от первого брака со светлейшей княжной Дарьей Александровной Грузинской (ум. 1796), дочерью грузинского царевича Александра. Младшие братья — Александр (1792—1853), Пётр (1793—1840) и Никита (1804—1886). Сестра Елизавета (1796—после 1870) была женой московского богача графа С. П. Потёмкина; ещё при жизни мужа открыто жила с сенатором Подчасским, за которого, овдовев, вышла замуж.
Родился в Москве, крещен 7 сентября 1790 года в Введенской церкви на Лубянке при восприемстве князя Ивана Никитича Трубецкого и княгини Екатерины Николаевны Меншиковой. Первоначальное образование получил домашнее — его учителями были приглашённые преподаватели нижегородской гимназии, а также немецкий (пастор Лундберг), английский (Изенвуд) и французский (Стадлер) учителя. С 1806 года слушал лекции в Московском университете, одновременно с этим проходил на дому курсы математики и фортификации. Продолжил образование в Париже.
Службу начал в чине подпрапорщика Семёновского полка 10 (22) ноября 1808 года, через два года произведён в прапорщики, 2 (14) июня 1812 — в подпоручики. Участвовал в сражениях при Бородине, Малоярославце, Люцене, Бауцене, Кульме. В сражении под Лейпцигом ранен в ногу. Во время войн с Наполеоном обратил на себя внимание своей храбростью; награждён орденом Св. Анны 3-й степени (Люцен, Бауцен), орденом Св. Владимира 4-й степени с бантом (Кульм), прусским орденом «За заслуги» и Кульмским крестом (Лейпциг). В 1821 году был переведён в Преображенский лейб-гвардии полк; с 1 (13) января 1822 года — полковник.

### Общество декабристов
По возвращении из-за границы, 25 января (6 февраля) 1816 года Трубецкой вступил в масонскую ложу «Трёх добродетелей», в 1818—1819 годах был в ней наместным мастером, затем почётным членом.
После запрещения в 1815 году организации «Семёновская артель», Трубецкой вместе с Александром и Никитой Муравьёвыми, И. Д. Якушкиным, С. И. и М. И. Муравьёвыми-Апостолами пришли к мысли о необходимости образования тайного общества, которое и составилось в феврале 1816 года под названием «Союз спасения» (устав его написал Павел Пестель).
По показанию Трубецкого, члены «Союза спасения» преимущественно говорили «об обязанности подвизаться для пользы отечества, способствовать всему полезному если не содействием, то хотя изъявлением одобрения, стараться пресекать злоупотребления, оглашая предосудительные поступки недостойных общей доверенности чиновников, особенно же стараться усиливать общество приобретением новых надежных членов, разведав прежде о их способностях и нравственных свойствах или даже подвергнув их некоторому испытанию».
Вскоре (в конце 1817 года) «Союз спасения» был преобразован и получил название «Союза благоденствия», первая часть устава которого была составлена Александром и Михаилом Муравьёвыми, П. Колошиным и князем Трубецким, причём они пользовались уставом немецкого тайного общества «Тугендбунд». Немецкий устав настаивал на освободительных мерах относительно крестьян и требовал, чтобы каждый вступающей в союз обязался в течение того же хозяйственного года освободить своих крестьян и превратить находящуюся в пользовании крестьян землю, обремененную барщиной, в свободную собственность, которая могла бы дать им достаточное пропитание. В русском уставе помещикам рекомендовалось только человечное отношение к крестьянам, забота об их просвещении и, в случае возможности, борьба со злоупотреблениями крепостного права.
Проект второй части устава «Союза благоденствия», написанный Трубецким, не был одобрен коренною управою общества и впоследствии уничтожен. Трубецкой вербовал в члены общества даже людей, мало ему знакомых. Так, в 1819 году он обратился к Жуковскому, но тот, возвращая ему устав, сказал, что он «заключает в себе мысль такую благодетельную и такую высокую, что он счастливым бы себя почёл, если бы мог убедить себя, что в состоянии выполнить его требования, но что, к несчастию, он не чувствует в себе достаточной к тому силы». Напротив, Н. И. Тургенев принял предложение Трубецкого.

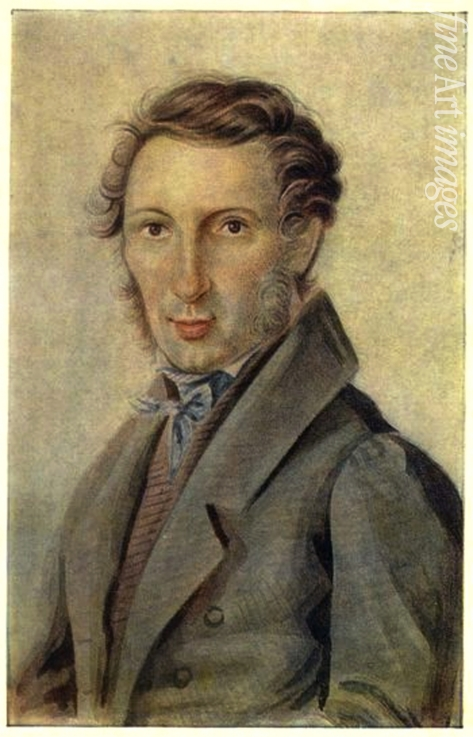
Портретная зарисовка работы Н. А. Бестужева (1830-е годы)

В конце 1823 года Трубецкой стал одним из председателей «Северного общества». Когда в 1823 году в Петербург приезжал Павел Пестель и убедил князя Оболенского признать необходимость республиканского правления в России, то Трубецкой разубедил его в этом, доказав, что республику можно учредить не иначе, как истребив императорскую фамилию, что привело бы в ужас общество и народ. В 1824 году, по обязанностям службы, Трубецкой переехал в Киев. В октябре 1825 года, взяв отпуск, он вернулся в Петербург и вновь был избран директором общества. Когда при обсуждении вопроса о том, что делать, если государь не согласится на их условия, Рылеев предложил вывезти его за границу, — Трубецкой присоединился к этому мнению.
27 ноября 1825 года члены «Северного общества» узнали о смерти императора Александра I и о присяге Константину Павловичу. Некоторые находили, что упущен удобный случай к восстанию, но Трубецкой утверждал, что это не беда, что нужно только приготовиться содействовать членам южного общества, если они начнут дело; тем не менее он присоединился к постановлению главных членов «Северного общества» о прекращении его до более благоприятных обстоятельств. Известие, что Константин Павлович не принимает короны, возбудило новые надежды. Трубецкой был выбран диктатором. В своих показаниях он утверждал, что истинным распорядителем был Рылеев, последний же заявил, что Трубецкой «многое предлагал первый и, превосходя его в осторожности, равнялся с ним в деятельности по делам заговора». 8 декабря Трубецкой советовался с Батеньковым относительно предполагаемой революции и будущего государственного устройства.
Они одобрили следующий план, составленный Батеньковым:
1. Приостановить действие самодержавия и назначить временное правительство, которое должно будет учредить в губерниях камеры (палаты) для избрания депутатов.
2. Стараться установить две палаты, причем члены верхней должны быть назначаемы на всю жизнь. Батеньков (находившийся, вероятно, под влиянием Сперанского, у которого он жил, и который после своей ссылки возлагал надежду на создание наследственной аристократии) желал, чтобы члены верхней палаты были наследственные, но, очевидно, Трубецкой на это не согласился.
3. Употребить для достижения цели войска, которые захотят остаться верными присяге императору Константину. Впоследствии, для утверждения конституционной монархии, предполагалось: учредить провинциальные палаты для местного законодательства и обратить военные поселения в народную стражу.

Трубецкой высказывал предположение, что первоначально войск за них будет мало, но он рассчитывал, что первый полк, который откажется от присяги императору Николаю, будет выведен из казарм, пойдет с барабанным боем к казармам ближайшего полка и, подняв его, будет продолжать шествие к другим соседним полкам; таким образом составится значительная масса, к которой примкнут и батальоны, находящиеся вне города. 12 декабря князь Оболенский передал собравшимся у него членам общества, гвардейским офицерам, приказание диктатора — стараться в день, назначенный для присяги, возмутить солдат своих полков и вести их на Сенатскую площадь. На собрании 13 декабря вечером, когда князь Оболенский и Александр Бестужев высказались за необходимость покушения на жизнь Николая Павловича, Трубецкой, по показанию Штейнгейля, соглашался на это и выражал желание провозгласить императором малолетнего Александра Николаевича (последнее предлагал и Батеньков в разговоре с Трубецким 8 декабря), но, по свидетельству других, Трубецкой держался в стороне и вполголоса разговаривал с князем Оболенским.
Сам Трубецкой показал, что не может отдать себе ясного отчёта в своих поступках и словах в этот вечер. По свидетельству Рылеева, Трубецкой думал о занятии дворца. Трубецкой на следствии заявил о своей надежде, что Николай Павлович не употребит силы для усмирения восставших и вступит с ними в переговоры. Трубецкой в своих «Записках» так излагает планы заговорщиков. Предполагалось полкам собраться на Петровской площади и заставить Сенат: 1) издать манифест, в котором прописаны будут чрезвычайные обстоятельства, в которых находилась Россия, и для решения которых приглашаются в назначенный срок выбранные люди от всех сословий для утверждения, за кем остаться престолу и на каких основаниях; 2) учредить временное правление, пока не будет утверждён новый император, общим собором выбранных людей.
Общество намеревалось предложить во временное правление Мордвинова, Сперанского и Ермолова. Предполагалось срок военной службы для рядовых уменьшить до 15 лет. Временное правление должно было составить проект государственного уложения, в котором главные пункты должны быть: учреждение представительного правления по образцу просвещенных европейский государств и освобождение крестьян от крепостной зависимости. По показаниям Трубецкого и Рылеева, в случае неудачи, предполагалось выступить из города и распространить восстание. У Трубецкого был найден набросок манифеста от имени Сената об уничтожении прежнего правления и учреждения временного, для созыва депутатов. Временами Трубецким овладевали сомнения в успехе дела, которые он и высказывал Рылееву. Однажды Трубецкой даже просил, чтобы его отпустили в Киев, в 4-й корпус, в штабе которого он служил, чтобы «там что-нибудь сделать». Тем не менее Трубецкой не решился сложить с себя звание диктатора и должен был присутствовать в день 14 декабря на Сенатской площади; но начальство над войсками, участвующими в заговоре, поручено было полковнику Булатову.

### Восстание и суд

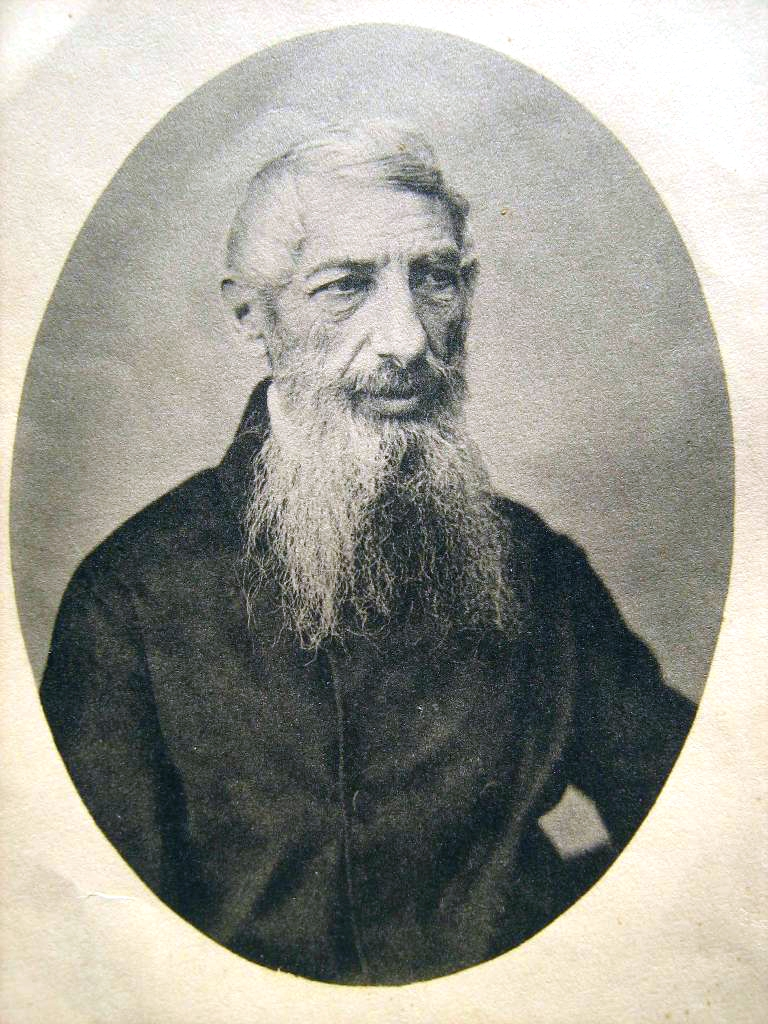
С. П. Трубецкой. Фотография А.Бергнера, 1857.

Советская историография представляла его как труса и предателя, поскольку в решительный день Трубецкой окончательно растерялся и не явился на Сенатскую площадь:
Неявка Трубецкого сыграла значительную роль в поражении восстания. Сами декабристы справедливо расценивали его поведение как измену.
Однако, уже Е. И. Якушкин, сын декабриста И. Д. Якушкина, указывал:
Про Трубецкого сочинили несколько возмутительных рассказов, но когда-нибудь откроется, что в них нет ни слова правды…

Поведение его 14 декабря, для нас не совсем ясное, не вызвало никаких обвинений против Трубецкого среди его товарищей. Среди декабристов и после 14 декабря Трубецкой сохранил общую любовь и уважение; не от ошибочности действий Трубецкого в этот день зависела неудача восстания.
В 1848 году С. П. Трубецкой писал сестре своей жены, З. И. Лебцельтерн:
Знаю, что много клеветы было вылито на меня, но не хочу оправдываться. Я слишком много пережил, чтобы желать чьего-либо оправдания, кроме оправдания Господа нашего Иисуса Христа.
Арестован С. П. Трубецкой был в ночь с 14 на 15 декабря в квартире свояка, австрийского посла Лебцельтерна, и сразу отвезён в Зимний дворец. Император вышел к нему и сказал, указывая на лоб Трубецкого: «Что было в этой голове, когда Вы, с Вашим именем, с Вашей фамилией, вошли в такое дело? Гвардии полковник! Князь Трубецкой! Как Вам не стыдно быть вместе с такою дрянью! Ваша участь будет ужасная!».
Императору было очень неприятно участие в заговоре члена такой знатной фамилии, находившегося к тому же в свойстве с австрийским посланником. Когда несколько позднее государю отнесли показание, написанное Трубецким, и позвали его самого, император Николай воскликнул: «Вы знаете, что я могу вас сейчас расстрелять!», но затем приказал Трубецкому написать жене: «Я буду жив и здоров». 28-го марта 1826 года в каземат к Трубецкому вошёл генерал-адъютант Бенкендорф и требовал от имени государя, чтобы он открыл, какие у него были сношения со Сперанским; при этом Бенкендорф обещал, что всё сказанное останется в секрете, что Сперанский ни в каком случае не пострадает, и что государь хочет только знать, в какой степени он может ему доверять. Трубецкой отвечал, что встречал Сперанского в светском обществе, но никаких особенных отношений к нему не имеет. Тогда Бенкендорф сказал Трубецкому, будто бы тот рассказывал о своём разговоре со Сперанским и будто бы даже советовался с ним о будущей конституции в России. Трубецкой решительно отрицал это.
По требованию Бенкендорфа Трубецкой записал какой-то разговор о Сперанском и Магницком, который у него был с Г. Батеньковым и К. Рылеевым. Очевидно, к этому случаю имеет отношение одно место в необнародованном в своё время приложении к донесению следственной комиссии, где говорится, что руководители «Северного общества» предполагали сделать членами временного правительства адмирала Мордвинова и тайного советника Сперанского: «первый … изъявлял мнения, противные предположениям министерств, а второго они (по словам кн. Трубецкого) считали не врагом новостей». Верховный суд приговорил Трубецкого к смертной казни — отсечению головы.

### Ссылка
По резолюции государя 10 (22) июля 1826 года смертная казнь была заменена для Трубецкого вечной каторжной работой. Когда его жена, Екатерина Ивановна, пожелала сопровождать мужа в ссылку, император Николай и императрица Александра Фёдоровна пытались отговорить её от этого намерения. Когда же она осталась непреклонной, государь сказал: «Ну, поезжайте, я вспомню о вас!», а императрица прибавила: «Вы хорошо делаете, что хотите последовать за своим мужем, на вашем месте и я не колебалась бы сделать то же!»
Срок пожизненной каторги по манифесту от 22 августа 1826 года в честь коронации был сокращён до 20 лет с последующим пожизненным поселением в Сибири. В 1832 году срок каторги был сокращён до 15 лет, а в 1835 году — до 13. Первоначально Трубецкой отбывал наказание в Нерчинских рудниках, позднее — на Петровском заводе. В 1839 году по отбытии каторги поселился в селе Оёк (Иркутская губерния).

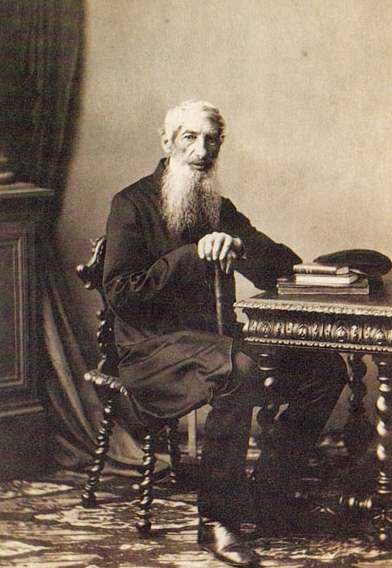
Фотография, выполненная С. Л. Левицким в 1860 году

Жене с детьми разрешено жить в Иркутске, а Трубецкому приезжать туда на время — 11 (23) января 1845. Н. А. Белоголовый в своих воспоминаниях говорит о княгине Трубецкой: «Это была олицетворенная доброта, окружённая обожанием не только товарищей по ссылке, но и всего оёкского населения, находившего всегда у ней помощь словом и делом».
Ещё в 1842 году Трубецкой получил извещение от генерал-губернатора Руперта, что Николай I, по случаю бракосочетания наследника цесаревича, соизволил обратить внимание на поступки жён осуждённых в 1826 году, последовавших за ними в заточение, и пожелал оказать своё милосердие детям их, родившимся в Сибири. Комитет, которому повелено было изыскать средства исполнить волю императора, положил: по достижении детьми узаконенного возраста принять их для воспитания в одно из казённых заведений, учрежденных для дворянского сословия, если отцы будут на то согласны; при выпуске же возвратить им утраченные их отцами права, если они поведением своим и успехами в науках окажутся того достойными, но вместе с тем лишить их фамильного имени их отцов, приказав именовать по отечеству. На это извещение Трубецкой отвечал Руперту:
Смею уповать, что государь император по милосердию своему не допустит наложить на чела матерей не заслуженное ими пятно и лишением детей фамильного имени отцов причислить их к незаконнорождённым. Касательно же согласия моего на помещение детей моих в казённое заведение, я в положении моём не дерзаю взять на себя решение судьбы их; но не должен скрыть, что разлука навек дочерей с их матерью будет для неё смертельным ударом.
Дочери Трубецкого остались при родителях и впоследствии воспитывались в Иркутском институте. Княгиня Екатерина Ивановна умерла в Иркутске в 1854 году. По словам Н. Эйдельмана, «когда пришёл час амнистии, Сергей Петрович Трубецкой упал на гробовой камень в ограде Знаменского монастыря в Иркутске и проплакал несколько часов, понимая, что никогда больше сюда не вернётся».

### Возвращение из Сибири
По амнистии императора Александра II от 22 августа (3 сентября) 1856 года Трубецкой был восстановлен в правах дворянства, но без княжеского титула; только его дети по указу от 30 августа 1856 года могли пользоваться княжеским титулом. Трубецкой не имел права жить постоянно в Москве, и он поселился в Киеве, где жила его дочь Александра, бывшая замужем за Н. Р. Ребиндером. В октябре 1858 года переехал с ними в Одессу.
Приезжая в Москву с разрешения полиции, Трубецкой отказывался делать новые знакомства и ограничивался кругом своих родственников и старых знакомых, говоря, что не желает «быть предметом чьего бы то ни было любопытства». По отзыву одного современника, он был в это время «добродушен и кроток, молчалив и глубоко смиренен».
19 (31) августа 1859 года Трубецкой переехал на жительство в Москву, где и умер. Последние месяцы провёл в доме на Волхонке, 13 (где ныне находится галерея Ильи Глазунова). Могила Трубецкого находится у юго-западного угла Смоленского собора Новодевичьего монастыря.

## Семья

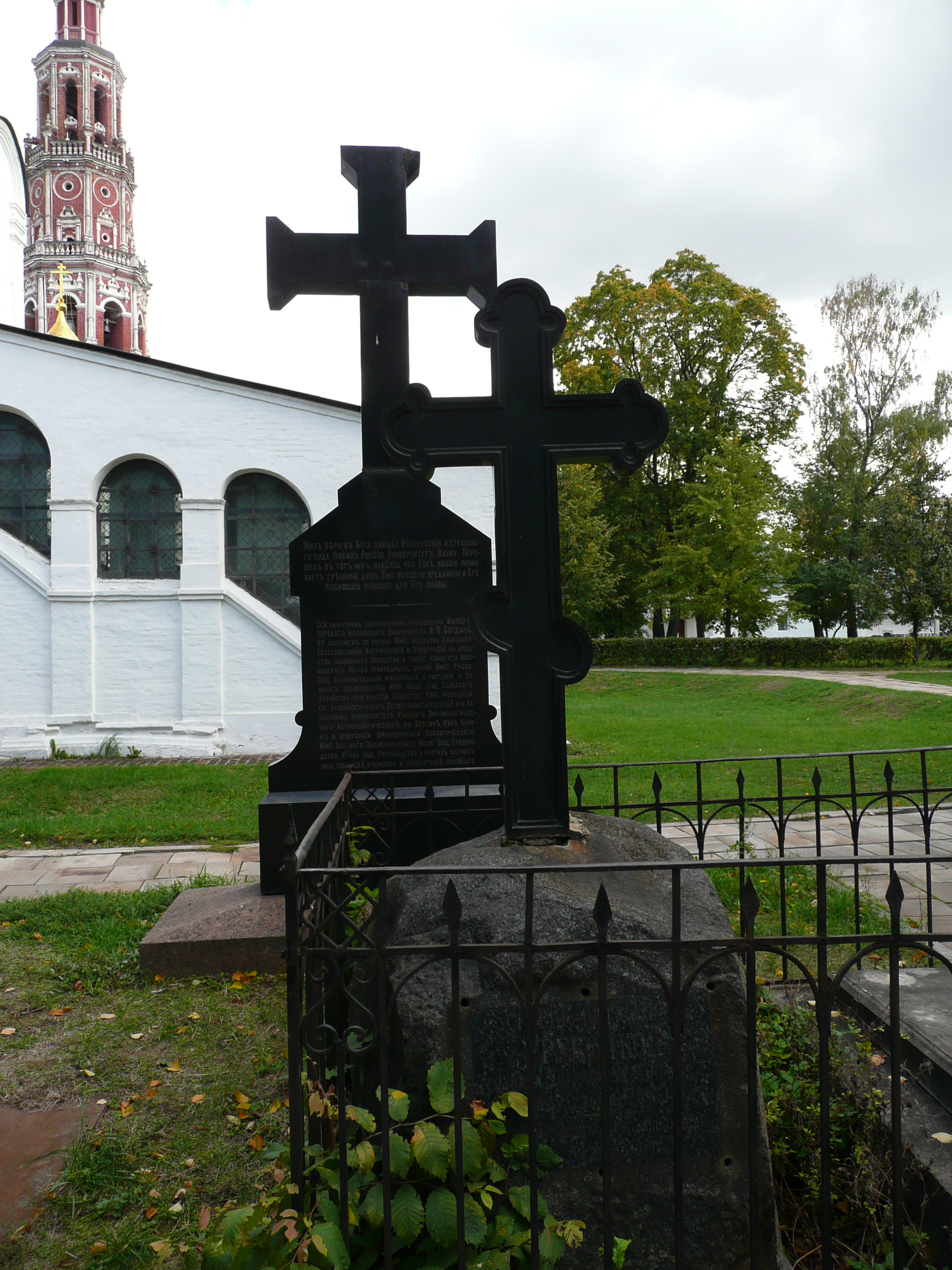
Могилы С. П. Трубецкого и его сына Ивана

Обвенчался в Париже 16 мая 1821 года с графиней Екатериной Лаваль (21.10.1800—14.10.1854), дочерью французского эмигранта И. С. Лаваля и Александры Козицкой. Молодожёны поселились в доме тёщи на Галерной, 3. Блестящий брак был омрачён отсутствием детей. Екатерина очень переживала по этому поводу и ездила лечиться от бесплодия за границу. Она первой из жён декабристов выхлопотала позволение последовать за мужем в Сибирь. Там у них родились:
- Александра (2.2.1830—30.7.1860), жена с 1852 Николая Романовича Ребиндера (1810—1865).
- Елизавета (16.1.1834—1923 или февраль 1918), жена с 1852 Петра Васильевича Давыдова (1825—1912), сына декабриста.
- Никита (10.12.1835—15.9.1840).
- Зинаида (6.5.1837—11.7.1924), жена Николая Дмитриевича Свербеева (1829—1862); у них сын Сергей.
- Владимир (4.9.1838—1.9.1839).
- Екатерина (умерла в 1841).
- Иван (13.5.1843—17.3.1874), женат с 1865 на княжне Вере Сергеевне Оболенской (1846—1934); детей в браке не было.
- Софья (15.7.1844—19.8.1845).

## Художественный образ
Сергей Трубецкой выведен Юрием Тыняновым в романе «Кюхля» (1925).
В кино роль князя Трубецкого исполняли:
- «Декабристы» (1926) — Геннадий Мичурин
- «Звезда пленительного счастья» (1975) — Алексей Баталов
- «Союз спасения» (2019) — Максим Матвеев

## Записки
- Записки князя Трубецкого (Берлин, 1903)
- Записки кн. С. П. Трубецкого (С.-Петербург. — 1906)

Часть мемуарных записок была обнаружена в 2002, опубликована в 2007 и 2011.